# Krohnittella boureei
Krohnittella boureei är en djurart som tillhör fylumet pilmaskar, och som beskrevs av M.T. German och Louis Joubin 1912. Krohnittella boureei ingår i släktet Krohnittella och familjen Krohnittellidae. Inga underarter finns listade i Catalogue of Life.